# Battaglia di Caseros
La battaglia di Caseros fu uno scontro bellico avvenuto il 3 febbraio 1852 tra l'esercito della Confederazione Argentina, al comando di Juan Manuel de Rosas e l'Esercito Grande, composto da truppe brasiliane e uruguaiane e forze provenienti da diverse province argentine, comandato dal governatore di Entre Ríos Justo José de Urquiza, che si era sollevato contro Rosas il 1º maggio 1851.
La battaglia ebbe luogo nei pressi della località di Caseros, in quella che oggi è la città di El Palomar, nella Grande Buenos Aires e terminò con la completa vittoria dell'“Esercito Grande” e la sconfitta di Rosas, che abbandonò il giorno stesso il ruolo di governatore della provincia di Buenos Aires.
La battaglia di Caseros segna un importante punto di rottura nella storia dell'Argentina: dopo la vittoria Urquiza pose termine al precedente sistema politico uscito dal Pacto Federal e, divenuto direttore provvisorio della “Confederazione Argentina”, favorì l'elaborazione di una nuova Costituzione nel 1853, divenendo nel 1854 il primo presidente costituzionale argentino.

## Contesto storico

### Le guerre civili argentine
Dopo il 1814 l'Argentina era stata sconvolta da una serie di guerre civili che videro affrontarsi gli unitarios, sostenitori di uno stato centralizzato, ai federales, che invece volevano una confederazione tra diverse province. Questa situazione privò a lungo il paese di un governo centrale.
A partire dal 1831 l'organizzazione statale era costituita dalla cosiddetta “Confederazione Argentina”, una blanda unione di stati provinciali, unito da diversi patti e trattati che li legavano tra di loro. Il potere reale passò a partire dal 1835 nelle mani del governatore della Provincia di Buenos Aires, Juan Manuel de Rosas, al quale gli altri governatori provinciali avevano affidato le deleghe per gli affari esteri; Rosas esercitava di fatto una dittatura assoluta, nella quale la Giunta dei Rappresentanti di Buenos Aires si ritrovarono ad avere scarso potere.
Una crudele guerra civile colpì diverse province del paese tra il 1839 e il 1840, causando migliaia di vittime; Rosas riuscì a sconfiggere i suoi nemici aumentando il suo potere. Una serie di ulteriori rivolte all'interno del paese precedettero una sanguinosa ribellione nella provincia di Corrientes, che si espanse nel 1847 anche nelle vicine province di Santa Fe e Entre Ríos prima di essere sconfitta dal governatore di quest'ultima, Justo José de Urquiza, il 26 novembre 1847 nella battaglia di Vences.

### Fine del blocco anglo-francese
Dal 1844 la città di Montevideo era assediata dal generale Manuel Oribe, che controllava quasi tutto il paese e si considerava il legittimo presidente dell'Uruguay; ad aiutarne le aspirazioni Rosas aveva provveduto a mandare in suo aiuto un contingente argentino. La città riuscì tuttavia a resistere grazie all'aiuto del blocco navale anglo-francese del Río de la Plata; la caduta degli ultimi avversari di Rosas all'interno dell'Argentina convinse alla fine i britannici a levare il blocco accettando nel 1848 un compromesso con il governatore di Buenos Aires. Due anni più tardi anche Napoleone III ordinò la firma di un trattato con Rosas.
Rosas, che aveva continuamente rimandato la promulgazione di una Costituzione ponendo come scusa le diverse guerre civili che avevano colpito il paese, non ritenne ancora la situazione stabilizzata: per aumentare la pressione sugli assediati di Montevideo proibì ogni tipo di commercio con la città, commerci che fino ad allora erano stati tollerati e che avevano beneficiato la vicina provincia di Entre Ríos, che avrebbe dovuto d'ora in avanti dipendere esclusivamente dalla dogana di Buenos Aires. Il governatore Urquiza, colpito nei suoi interessi materiali e sempre più convinto della necessità di un rinnovamento istituzionale argentino, cominciò allora a cercare l'opportunità di porre termine al dominio di Rosas, stringendo di nascosto alleanze con i numerosi esuli “antirosisti”.

### Ilpronunciamiento
Alla fine del 1850 l'Impero del Brasile decise di intervenire in favore degli assediati a Montevideo; in previsione di una guerra contro i brasiliani Rosas inviò truppe ad Urquiza nominandolo comandante di un “esercito di osservazione”. Il governatore di Entre Ríos ne approfittò per mettere a punto i suoi piani, strinse alleanza con il governatore di Corrientes, Benjamín Virasoro, e si assicurò il finanziamento della ribellione da parte delle banche imperiali brasiliane.
Il 1º maggio 1851 Justo José de Urquiza lanciò a Concepción del Uruguay il suo pronunciamiento contro Rosas, emettendo un proclama in cui accettava la rinuncia di quest'ultimo alla carica di governatore di Buenos Aires e alle deleghe per gli affari esteri. Pochi giorni più tardi la Provincia di Corrientes assunse gli stessi provvedimenti.

### L'”Esercito Grande”
A fine maggio le province di Entre Ríos e Corrientes strinsero un patto con il governo di Montevideo e con l'Impero del Brasile per cacciare Oribe dall'Uruguay e indire in seguito libere elezioni. Nel caso, assai probabile, che Rosas avesse dichiarato guerra ad uno degli alleati gli altri si impegnarono ad attaccare il governatore di Buenos Aires.
Urquiza entrò in Uruguay al comando di un esercito di 6 500 uomini; contemporaneamente il nord del paese fu invaso dalle truppe imperiali brasiliane. Per tutta risposta Rosas dichiarò guerra al Brasile.
Rimasto praticamente solo, Oribe firmò l'8 ottobre un accordo con il quale toglieva l'assedio a Montevideo, si dimetteva da ogni carica e si allontanava senza essere perseguito. Il governo dell'intero Uruguay fu affidato dapprima al generale Eugenio Garzón e in seguito, dopo l'improvvisa morte di quest'ultimo, a Juan Francisco Giró; il paese fu costretto a cedere ai brasiliani una consistente parte del suo territorio.
Urquiza permise ai comandanti militari argentini, fino ad allora a sostegno di Oribe, di imbarcarsi per Buenos Aires promettendo loro che la truppa li avrebbe seguiti a breve; dopo la partenza degli ufficiali, tuttavia, inglobò i soldati argentini nel proprio esercito mettendo ai posti di comando esuli “antirosisti” e capi unitarios. Le sue forze cominciarono allora ad essere chiamate “Esercito Grande”. A fine novembre Entre Ríos, Corrientes ed Uruguay dichiararono guerra a Rosas.

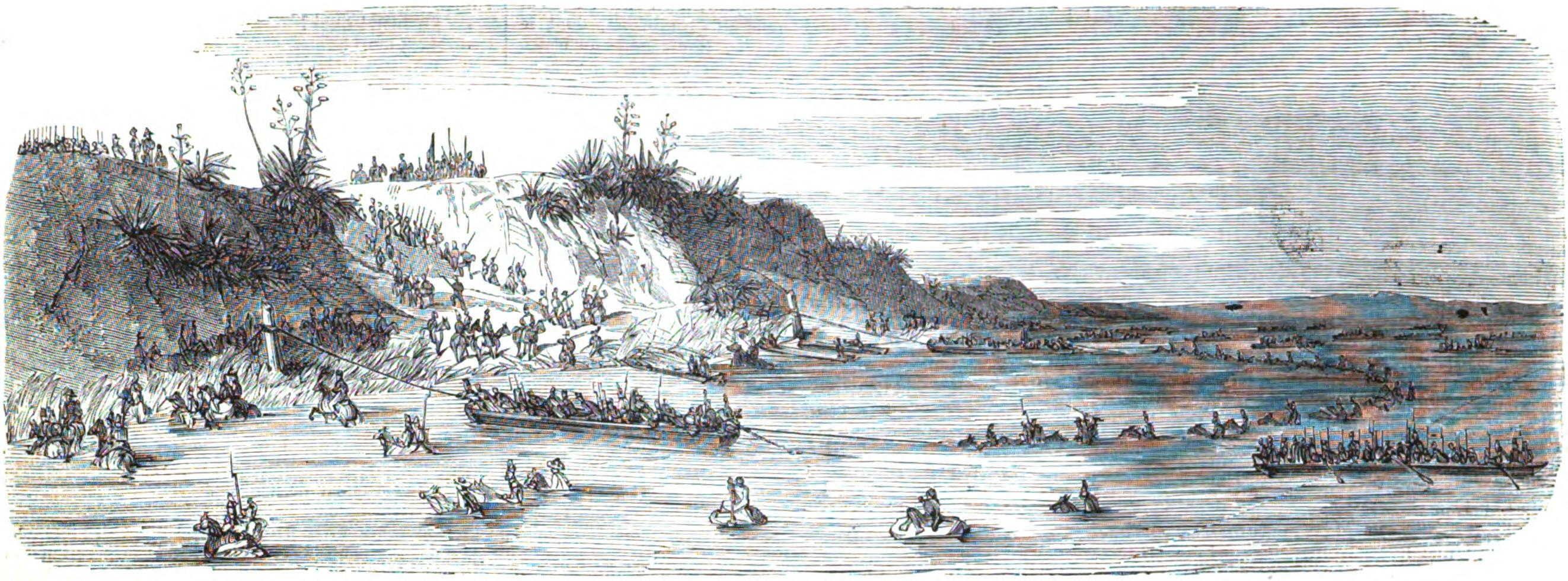
L'Esercito di Urquiza attraversò il Paraná.

L'”Esercito Grande” si spostò a Diamante, da dove attraversò il Paraná tra la vigilia di Natale e l'Epifania del 1852. Urquiza si impossessò senza dover dare battaglia della Provincia di Santa Fe, le cui truppe si erano sollevate al governatore Pascual Echagüe per potersi unire all'esercito invasore, seguite poco dopo dalle truppe inviate dalla città di Rosario. Nel cammino verso Buenos Aires, tuttavia, una parte delle truppe che Urquiza aveva inglobato sotto il suo comando a Montevideo si sollevarono al loro comandante e passarono a rinforzare l'esercito di Rosas.

Il comandante dell'esercito di Buenos Aires, Angel Pacheco, contrariato dai contraddittori ordini del governatore dapprima si ritirò senza ingaggiare battaglia per poi rimettere il proprio incarico; Juan Manuel de Rosas assunse personalmente il comando delle operazioni, limitandosi ad aspettare il nemico nel suo accampamento. L'unica sortita da lui ordinata, al comando del colonnello Hilario Lagos, fu sconfitta il 29 gennaio ai “Campi di Álvarez”.

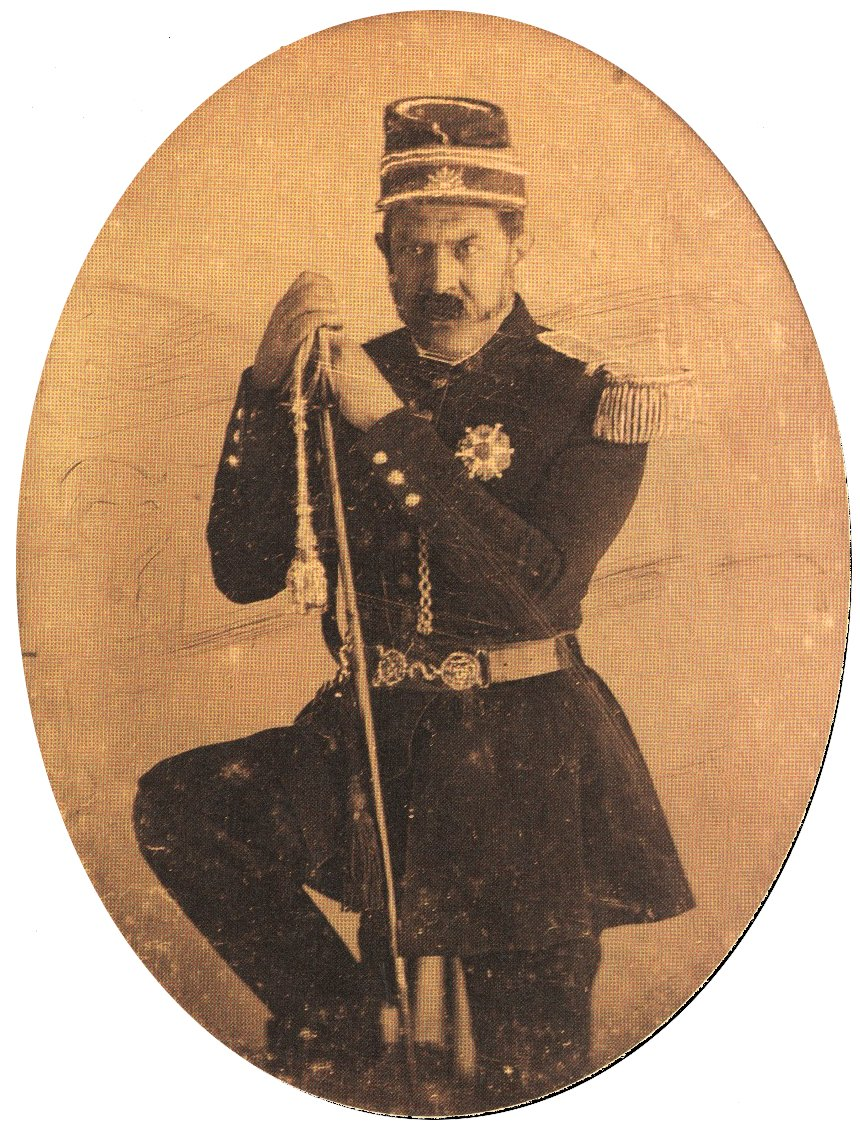
Sarmiento poco dopo la battaglia di Caseros (1852)

## La battaglia

### Le forze in campo
Urquiza poteva contare su 24 000 uomini, tra i quali erano presenti 3 500 brasiliani e 1 500 uruguaiani. Tra i comandanti si trovavano alcuni uomini politici argentini, come i futuri presidenti Bartolomé Mitre e Domingo Faustino Sarmiento.
Da parte loro le truppe di Buenos Aires erano composte da 10 000 fanti, 12 000 cavalieri e 60 cannoni; accompagnavano Rosas due suoi fedeli veterani, Jerónimo Costa e Hilario Lagos, ai quali si era aggiunto il capo unitario Martiniano Chilavert, unitosi ai "rosisti" per non dover combattere al fianco di truppe straniere.
Entrambe le forze in campo soffrirono numerose diserzioni; gli eserciti si equivalevano in quanto a numero di forze in campo, tuttavia Urquiza aveva già dimostrato in precedenza di essere un generale capace, mentre Rosas si era fin lì distinto soprattutto come politico e burocrate.

### La battaglia

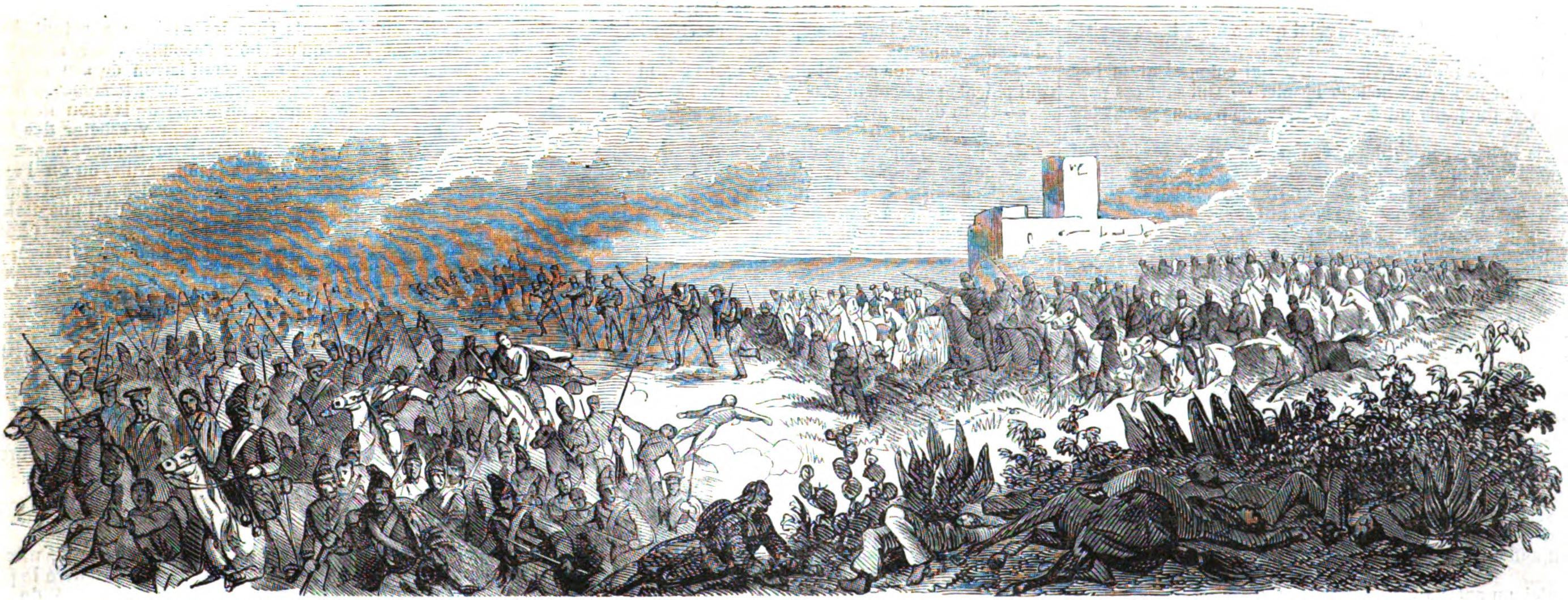
Battaglia di Santos-Lugares (Caseros).

La battaglia durò 6 ore e si sviluppò nei possedimenti della famiglia Caseros, nei dintorni di Buenos Aires. Invece che dirigere la battaglia, nella quale ogni comandante fece alla fine di testa sua, Urquiza guidò gli assalti della sua cavalleria contro l'ala sinistra della difesa nemica. Ceduti i fianchi, la battaglia si risolse in un duello tra la fanteria di Urquiza e l'artiglieria “rosista”, comandata da Chilavert; una volta finite le munizioni, quest'ultimo fece raccogliere le munizioni sparate dal nemico, sparando anche queste. Quando non restò più nulla da sparare, la fanteria brasiliana risolse alla fine il combattimento.

### La morte di Chilavert

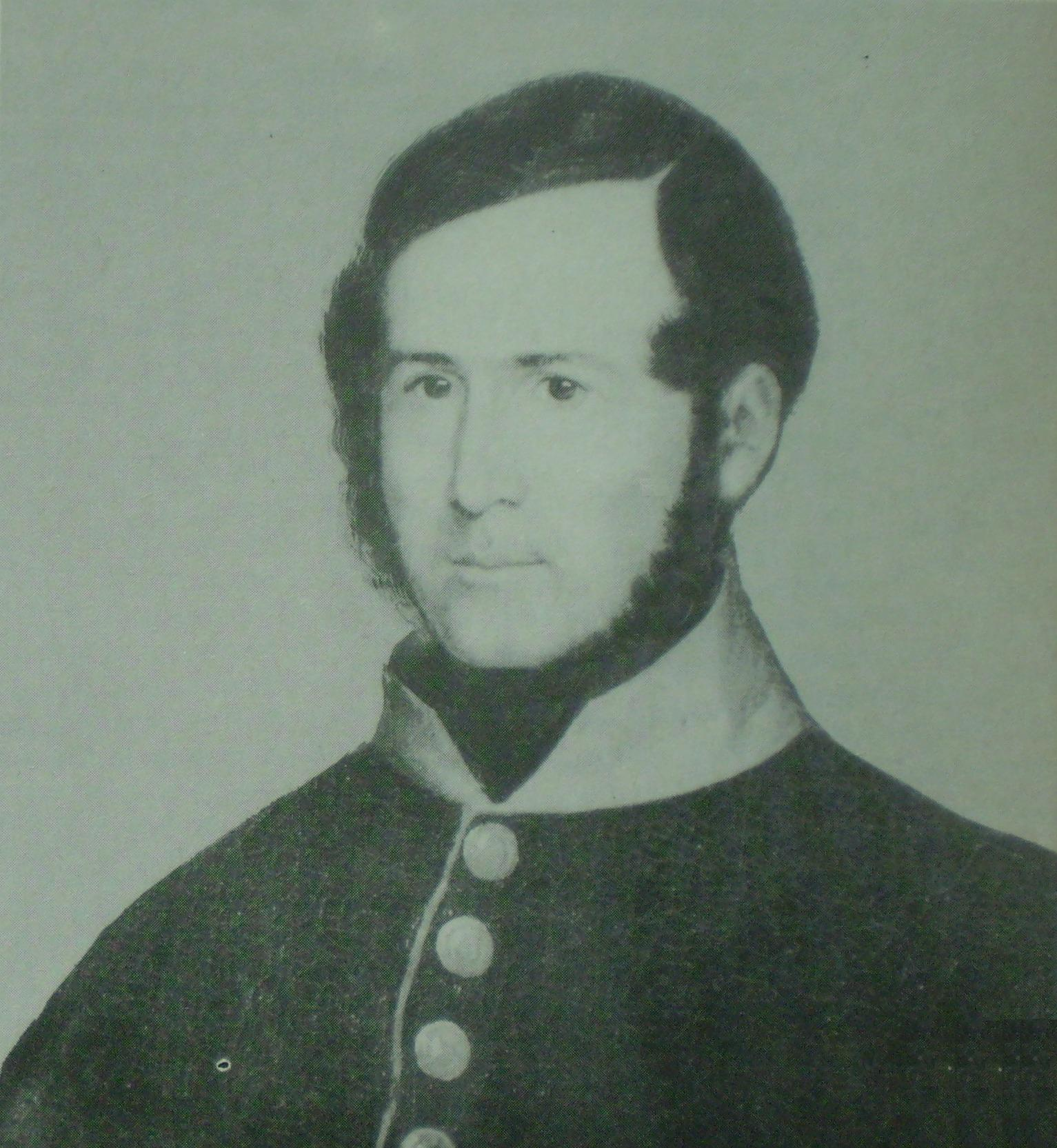
Il colonnello Martiniano Chilavert

Alla fine della battaglia, pur avendo avuto l'occasione di scappare, Martiniano Chilavert aspettò tranquillamente l'arrivo dei nemici fumando nei pressi di uno dei cannoni della sua artiglieria. Portato al cospetto di Urquiza, che gli rinfacciò il fatto di aver tradito la causa “antirosista”, Chilavert rispose accusando di tradimento il governatore di Entre Ríos, per il fatto di essersi alleato con i brasiliani per invadere la propria patria. Urquiza ordinò la fucilazione alle spalle del comandante nemico; tuttavia questi, giunto sul luogo dell'esecuzione, si ribellò alle sue guardie che lo finirono a colpi di baionetta.

## Conseguenze
Rosas, ferito ad una mano, fuggì a Buenos Aires, dove poche ore dopo si imbarcò su una fregata britannica per raggiungere la Gran Bretagna, dove visse il resto della vita in esilio. Qualche giorno dopo Urquiza entrò con le sue truppe nella città saccheggiandola; poco dopo fu nominato come governatore provvisorio il presidente del Tribunale Superiore di Buenos Aires, Vicente López y Planes. Molti dei soldati caduti prigionieri furono fucilati; tra questi l'intero reggimento che prima della battaglia aveva abbandonato l'”Esercito Grande” per unirsi all'esercito di Rosas.
Il 20 febbraio, anniversario della battaglia di Ituzaingó, le truppe brasiliane sfilarono con l'”Esercito Grande” per le strade di Buenos Aires.
Divenuto il detentore reale del potere in Argentina, Justo José de Urquiza intraprese un'azione politica tesa a dare al paese una Costituzione ed un governo unitario. Il 28 agosto 1852 stabilì la libera navigazione fluviale, venendo incontro agli interessi del Brasile, che aveva bisogno di questa misura per dare uno sbocco all'economia del Mato Grosso, oltre che quelli di Francia e Regno Unito, che avevano attuato un lungo blocco navale proprio a questo scopo.
La ribellione della Provincia di Buenos Aires, cominciata con la rivoluzione, frustrò i desideri di Urquiza di porre fine alle guerre civili, creando di fatto una nuova separazione territoriale all'interno del paese che si sarebbe risolta soltanto nel 1861.